# Бой за Тинзаутен
Бой за Тинзауатен — боевые действия на севере Мали в районе алжиро-малийской границы, прошедшие в июле 2024 года. В ходе боёв силы малийских правительственных войск и российские бойцы ЧВК «Вагнер» попали в засаду, устроенную туарегскими сепаратистами и джихадистской группировкой Джамаат Нусрат аль-Ислам валь-Муслимин, позиционирующей себя «филиалом» «Аль-Каиды» в Мали.
В результате были убиты десятки бойцов армии Мали и наёмников «Вагнера». Формирования вагнеровцев не несли потерь такого масштаба за рамками войны с Украиной с 2018 года, когда под удар американской авиации в Сирии попали в ходе боя под Хашамом. Среди погибших был Никита Федянин — автор связанного с «Вагнером» телеграм-канала Grey Zone, который имел почти 550 тысяч подписчиков.
Вскоре после данного события Мали и Нигер разорвали свои дипломатические отношения с Украиной, обвинив её в поддержке повстанцев и причастности к бою за Тинзаутен.

## Предыстория
В 2012 году в Мали произошёл военный переворот, а на севере страны начинается восстание туарегов с целью создания независимого государства Азавад. В военных действиях против правительственных сил взяли участие и исламисткие группировки, связанные с Аль-Каидой и ИГ. Власти Мали обращаются за военной помощью к Франции — своей бывшей колониальной метрополии, и та отправляет в эту страну свои войска. Французские войска принимали участие в боевых действиях против исламистов с 2013 года. Также в 2013 году в Мали начала действовать миротворческая миссия ООН MINUSMA.
В 2020 году в Мали происходит ещё один военный переворот, в результате которого к власти приходит полковник Ассими Гоита. Новые власти Мали разорвали отношения с Францией, и французские войска были выведены из страны. По инициативе новых властей Мали покидают и силы ООН. Малийская хунта делает ставку на сближение с Россией. В 2021 году в Мали появляются бойцы ЧВК «Вагнер», которые вскоре становятся единственной иностранной силой, оказывающей помощь малийским правительственным войскам.
Одной из своих главных задач малийская хунта поставила отвоевание контроля над всей территорией страны у сепаратистских сил. Малийские силы сосредоточились на северной провинции страны Кидаль, которую армия Мали взяла под контроль в 2023 году.
ЧВК Вагнер начинает участвовать в боевых действиях против туарегских сепаратистов и исламистов совместно с малийскими силами. При этом международные правозащитные организации обвиняли ЧВК «Вагнер» в совершении массовых убийств мирных жителей в Мали.
Когда в 2021 году бойцы ЧВК «Вагнер» появились в Мали, у вагнеровцев уже был опыт участия в боевых действиях на африканском континенте: в Судане, Ливии, ЦАР, Мозамбике. Хотя с началом полномасштабной российско-украинской войны приоритетом Москвы была совсем не Африка, однако на континенте сохранилось присутствие ЧВК «Вагнер». После мятежа вагнеровцев и гибели Евгения Пригожина летом 2023 года российские власти пытались создать на базе вагнеровцев на африканском континенте новое формирование — «Африканский корпус», в состав которого и вошли бойцы ЧВК Вагнер. Однако, как отмечал исследователь деятельности ЧВК «Вагнер» в Африке Джон Лечнер, «транзита от структур Пригожина к официальным структурам „Африканского корпуса“ так и не произошло».

## Ход событий
28 июля 2024 года повстанческое движение туарегов «Постоянные стратегические рамки для мира, безопасности и развития» (CSP-PSD) сообщило, что в ходе боёв 25—26 июля 2024 года в районе города Тинзауатен они «разгромили всю колонну малийской армии и российских наёмников», убив и ранив «десятки» солдат правительственной армии Мали и наёмников ЧВК Вагнер. Повстанцы также сообщили об уничтожении и захвате бронетехники, грузовиков и автоцистерн вражеских сил, а также о повреждении вертолёта вагнеровцев Ми-24П, который затем разбился в районе города Кидаль. Вертолёт должен был прикрывать с воздуха колонну правительственных сил и наёмников.
При этом, согласно предшествующим заявлениям властей Мали, совместная операция малийских сил и вагнеровцев до этого шла успешно, а за неделю до этого они захватили деревню Ин-Афарак на границе с Алжиром. Затем колонна малийских военных и ЧВК Вагнера начала продвигаться к городу Тин-Зауатин, который находился на территории Алжира, намереваясь захватить этот населённый пункт. Однако в двух километрах от малийско-алжирской границы колонна малийских сил и вагнеровцев попала под песчаную бурю и была вынуждена остановить движение. Этим воспользовались повстанцы-туареги, которые устроили засаду на пути следования колонны. В результате колонна была уничтожена.
Были опубликованы фотографии и видео с поля боя, на которых было видно множество трупов, сожжённую технику и пленных. В частности, на одном из видео демонстрировалось множество убитых светлокожих людей в пустыне.
Также CSP-PSD опубликовали видео допроса захваченного в плен малийского военного, который на вопрос повстанца о том, зачем военные Мали убивают мирных жителей, ответил, что такие убийства совершают только вагнеровцы. По его словам в боях за Тинзаутен принимало участие только около дюжины малийцев, остальные являлись членами ЧВК Вагнер. При этом по информации повстанцев, в рядах ЧВК Вагнер, помимо россиян, были представители других стран. Также с их слов, с 25 июля 2024 года ЧВК Вагнер обстреливал гражданские поселения на границе с Алжиром.
29 июля 2024 года факт тяжёлых боёв вагнеровцев подтвердил близкий к ЧВК телеграм-канал «Разгрузка Вагнера». Согласно заявлению этого канала, бои шли с 22 по 27 июля и в них приняли участие военные Мали (FAM) и 13-й штурмовой отряд ЧВК «Вагнер» под командованием Сергея Шевченко с позывным «Пруд». Им противостояли бойцы Координационного движения Азавад и Аль-Каиды в странах исламского Магриба. Бои начались после захвата правительственными силами Мали населённого пункта Ин-Афарак — важного транспортного узла в этом регионе вблизи границы с Алжиром. Вагнеровцы утверждают, что в первый день боёв им удалось уничтожить большие силы повстанцев, однако затем началась песчаная буря,  которая позволила повстанцам перегруппироваться и подвести подкрепления, увеличив свои силы до 1000 человек, что вынудило ЧВК направить подкрепление своим бойцам. Однако в «течение следующих двух дней радикалы увеличили число массированных атак, воспользовавшись тяжёлым вооружением, БПЛА и шахид-мобилями, что повлекло потери со стороны ЧВК «Вагнер» и солдат FAM». Последней радиограммой от группы «Пруда» стало сообщение: «Остались втроём, продолжаем вести бой». Среди погибших в бою оказался и сам Сергей «Пруд» Шевченко.

## Потери
По данным ДШРГ Русич, в бою погибло более 80 бойцов, более 15 человек попало в плен. Другие российские Z-каналы сообщали о гибели от 20 до 50 вагнеровцев. Бывший сотрудник миссии ООН в городе Кидаль сообщил Agence France-Presse о гибели не менее 15 вагнеровцев. По данным источника Русской службы Би-би-си, погибло не менее 82 наёмников ЧВК Вагнер.
Вагнеровцам и малийским правительственным войскам были нанесены следующие потери в технике: вертолёт Ми-24 (повреждён), вертолёт Ми-8 (повреждён, погиб командир вертолета Алексей Крайнов), не менее 6—7 уничтоженных и захваченных машин.
В числе погибших Никита Федянин — автор связанного с ЧВК Вагнер телеграм-канала Grey Zone, с позывными «Белый» и «Пятисотый». К лету 2024 года телеграм-канал Grey Zone насчитывал почти 550 тысяч подписчиков, причём каждый пост канала в среднем читало около 150 тысяч человек, что делало этот телеграм-канал одним из самых крупных политических ресурсов в Telegramе на русском языке. На канале Grey Zone публиковали казни, включая убийство Евгения Нужина, обращения Пригожина и подробные посты о деятельности вагнеровцев в Украине, Африке и Ближнем Востоке. При этом Федянин принимал участие в российской военной операции в Сирии, а также во вторжении в Украину, в частности принимал участие в боевых действиях на Херсонском направлении и боях за Крынки. В одном из последних постов автор Grey Zone писал: «В Африке жарко, в прямом и переносном смысле, но как завещал Евгений Пригожин – всё как мы любим! Работаем!», а в посте от 23 июля была фотография бойцов Вагнера на фоне бронеавтомобиля «Тайфун» в Мали. При этом личность автора канала Grey Zone не была известна широкой публике до гибели Никиты Федянина, авторство этого телеграм-канала раскрыла российская неонацистская группировка ДШРГ «Русич».
Также сообщалось, что в засаду попал Антон Елизаров — один из командиров ЧВК Вагнер, в частности руководивший отрядами вагнеровцев в ходе боёв за Соледар и Бахмут в ходе российского вторжения в Украину. Однако если одни источники утверждали о гибели Елизарова, то другие писали о том, что тот попал в плен к повстанцам и вскоре был обменян.
Министерство обороны Мали подтвердило факт боя, заявив, что потери её сил составили два человека убитыми и 10 ранеными, тогда как потери повстанцев насчитывали не менее 20 человек убитыми.

## Возможная роль Украины
В СМИ появлялась информация о предполагаемой роли Украины в разгроме отряда ЧВК Вагнера в Мали. Так, представитель ГУР МО Украины Андрей Юсов заявил: «Повстанцы получили необходимую информацию и не только информацию, которая позволила провести успешную военную операцию против российских военных преступников. О деталях мы безусловно не будем говорить, продолжение следует». 29 июля 2024 года украинское издание Kyiv Post опубликовало фотографию, на которой туарегские повстанцы запечатлены с флагом Украины, полученную от «источников в секторе обороны и безопасности Украины». Также в социальной сети X появлялась информация, что повстанцы якобы предлагали передать пленных вагнеровцев Украине.
Однако у журналистов не было независимого подтверждения сведений о возможном участии Украины в этих событиях.
Согласно разбору «Важных историй», фото повстанца с украинским флагом было сделано как минимум за полтора месяца до разгрома колонны с ЧВК «Вагнер», при этом, согласно исследованию алгоритмом TruFor, флаг Украины был добавлен на изображение искусственно. Анализ также показал, что вопреки заявлениям СМИ Украины лица с заблюренными фото не относятся в Главному управлению разведки Минобороны Украины.

### Разрыв дипломатических отношений Мали и Нигера с Украиной
5 августа 2024 года власти Мали заявили о разрыве дипломатических отношений с Украиной. Власти Мали обвинили Украину в «нарушении суверенитета», попрании норм международного права и «поддержке международного терроризма». Представители малийской хунты заявили, что представитель ГУР МО Украины Андрей Юсов «признал причастность» к разгрому под Тинзаутеном колонны малийских войск и вагнеровцев. Однако МИД Украины заявил, что власти Мали сделали свое заявление, «не проведя тщательного изучения фактов и обстоятельств инцидента на севере Мали, а также не предоставив никаких доказательств причастности Украины к указанному событию», а сам факт разрыва дипломатических отношений назвал «досадным» и «недальновидным». Киев также полностью отверг обвинения в «поддержке международного терроризма». После этого сам Андрей Юсов заявил, что он не подтверждал участие ГУР Украины в разгроме вагнероцев.
Разрыв отношений со стороны Мали произошел на фоне дипломатического турне главы МИД Украины Дмитрия Кулебы по Африке, в ходе котого тот посетил Малави, Замбию и Маврикий. При этом, как отмечала африканистка Марта Олейник-Демочко, многие государства Африки страдают от повстанческих движений на своей территории и они не хотели бы распада Мали. И в таких условиях украинская дипломатия пыталась усилить свои позиции в Африке и в странах «Глобального Юга» в целом.
6 августа 2024 года Нигер также заявил о разрыве отношений с Украиной. В Нигере, власть которого также как и в Мали находилась в руках военной хунты, обвинили Украину в поддержке «террористических групп», и заявили о намерии обратиться из-за деятельности Украины в Совбез ООН. В МИД Украины заявили, что «приняли к сведению» действия Нигера  и заявили: «Исходим из того, что подобное решение является жестом «солидарности» с теми, кто избрал путь на сближение с государством-террористом, Россией, которая уже более двух лет ведет неспровоцированную полномасштабную агрессивную войну против Украины».
При этом и хунта Мали, и хунта Нигера ориентировались  на Россию, а в апреле 2024 года в Нигер прибыли российские военные инструктора и системы ПВО.
С осуждением Украины выступил и Сенегал. Хотя Сенегал старался держаться нейтралитета в вопросе конфликта  Киева и Москвы, однако 4 августа 2024 года МИД Сенегала вызвал посла Украины Юрия Пивоварова из-за его поста в сети Facebook, в котором тот одобрил атаку туарегов на колонну вагнероцев в Мали. Власти Сенегала заяввили, что не будут «терпеть никаких попыток перенести на свою территорию медийную пропаганду, которая ведется в этом конфликте».

## Оценки боя
По мнению журналиста Филипа Обаджи, вагнеровцы и малийские правительственные войска недооценили туарегов, понадеявшись на алжирскую границу. Кроме того, северная часть Мали, в отличие от остальной территории страны, не была хорошо знакома ЧВК «Вагнер». Само поражение, по мнению Обаджи, существенно не повлияет на войну в Мали. Лу Осборн из проекта All Eyes On Wagner считает, что туарегами была создана видимость своей слабости, из-за чего ЧВК «Вагнер» и армия Мали потерпели поражение.
Такое поражение сил вагнеровцев близкие к ЧВК Вагнер блогеры, в том числе журналистка Анастасия Кашеварова, объясняли деградацией ЧВК Вагнера после мятежа 2023 года.